# 九龍巴士7號線
九龍巴士7號線是香港九龍市區的一條日間巴士路線，來往樂富及尖沙咀碼頭。

## 歷史
- 約1920年代末：本線開辦，當時由中華巴士營辦，來往尖沙咀及九龍塘。
- 1933年6月11日：本線由九龍巴士接辦。
- 1938年3月1日：改經窩打老道。
- 1941年12月：因日軍佔領香港而停止服務。
- 1946年10月：重新投入服務，九龍塘總站設在多實街。
- 1960年1月：九龍塘總站遷往歌和老街。
- 1962年4月：尖沙咀總站改稱為尖沙咀碼頭。
- 1967年6月25日至9月2日：因六七暴動暫停服務。
- 1973年：九龍塘總站再遷至多實街。
- 1976年3月3日至1980年9月23日：因地下鐵路興建工程，本線改經公眾四方街及上海街。
- 1984年1月7日：配合7K線取消，本線延長至樂富。
- 1984年7月22日：樂富總站遷往樂富中心附近總站。
- 1995年7月24日：增設空調服務。
- 2007年5月12日：全線以空調巴士行走（由$4.3減至$4）。
- 2015年6月27日：增設到站時間預報。[2]
- 2019年7月8日：提早星期一至五尖沙咀碼頭開出頭班車時間至06:20[3]。

## 服務時間及班次
| 樂富開           | 樂富開      | 樂富開       | 尖沙咀碼頭開     | 尖沙咀碼頭開 | 尖沙咀碼頭開 |
| 日期             | 服務時間    | 班次（分鐘） | 日期             | 服務時間     | 班次（分鐘） |
| ---------------- | ----------- | ------------ | ---------------- | ------------ | ------------ |
| 星期一至五       | 05:30-08:00 | 15           | 星期一至五       | 06:20        | 06:20        |
| 星期一至五       | 08:00-21:00 | 20           | 星期一至五       | 06:40-08:20  | 25           |
| 星期一至五       | 21:00-22:40 | 25           | 星期一至五       | 08:20-15:00  | 20           |
| 星期一至五       | 22:40-23:40 | 30           | 星期一至五       | 15:00-20:45  | 15           |
|                  |             |              | 星期一至五       | 20:45-22:25  | 20           |
| 22:25-00:30      | 25          |              | 星期一至五       |              |              |
| 星期六           | 05:30-06:10 | 20           | 星期六           | 06:20-07:00  | 20           |
| 星期六           | 06:10-10:20 | 25           | 星期六           | 07:00-12:25  | 25           |
| 星期六           | 10:20-18:40 | 20           | 星期六           | 12;25-15:25  | 20           |
| 星期六           | 18:40-21:10 | 25           | 星期六           | 15:25-19:25  | 15           |
| 星期六           | 21:10-23:40 | 40           | 星期六           | 19:25-21:45  | 20           |
|                  |             |              | 星期六           | 21:45-22:30  | 22/23        |
| 22:30-00:30      | 30          |              | 星期六           |              |              |
| 星期日及公眾假期 | 05:30-16:30 | 20           | 星期日及公眾假期 | 06:20-08:00  | 25           |
| 星期日及公眾假期 | 16:30-20:40 | 25           | 星期日及公眾假期 | 08:00-22:00  | 20           |
| 星期日及公眾假期 | 20:40-23:40 | 30           | 星期日及公眾假期 | 22:00-00:30  | 30           |

## 收費
全程：$5.4
| - 本線設有12歲以下小童及65歲或以上長者半價優惠。 - 65歲或以上香港居民使用「樂悠咭」，以及12歲以下合資格殘疾兒童使用「殘疾人士身份」個人八達通繳付車資，均可享有每程$2.0或半價（以較低者為準）的票價優惠；12至64歲合資格殘疾人士使用「殘疾人士身份」個人八達通（包括「樂悠咭」），以及60至64歲香港居民使用「樂悠咭」繳付車資，均可享有每程$2.0或全費（以較低者為準）的票價優惠。 - 65歲或以上長者如使用長者或一般個人八達通繳付車資，則只可享有半價優惠；12至64歲合資格殘疾人士如不使用「殘疾人士身份」個人八達通，以及60至64歲人士如不使用「樂悠咭」繳付車資，必須繳付全費。 - 乘客可以現金或八達通於上車時付款，不設找續。 - 每位成人乘客可免費攜帶最多兩名4歲以下而不佔座位的兒童乘客乘車，超額之4歲以下小童必須繳付小童車費乘車。 - 持有「九巴月票」之乘客在車票有效期內，每日可享最多10程任何九龍巴士及龍運巴士路線（包括本路線，以及聯營路線的九龍巴士／龍運巴士提供的班次；惟乘搭機場「A」及「NA」線則可享原價二七折優惠（不會計算每天10次合資格車程））；而B1線則每日可享最多各2程（不會計算每天10次合資格車程）。 - 九龍巴士、城巴、龍運巴士及陽光巴士全職員工及家屬（不包括外判職員）可免費乘搭本路線，惟必須拍職員或職員家屬八達通。 - 乘客亦可透過多元化電子支付系統（e度嘟）繳付車資，包括使用非接觸式VISA卡、JCB卡、萬事達卡、銀聯卡、美國運通、大來國際、Discover Card、Apple Pay、Google Pay、Samsung Pay、AlipayHK「易乘碼」、支付寶、WeChatHK／微信支付「搭車碼」、銀聯雲閃付「乘車碼」及BOC Pay「乘車碼」。乘客使用此付款方式，使用此支付方式的乘客可享有中途下車之分段收費，以及與其他九巴／龍運獨營路線或聯營線九巴／龍運班次之轉乘優惠，惟不適用於與非九巴／龍運路線之轉乘優惠，亦不能享有「公共交通費用補貼計劃」及「長者及合資格殘疾人士公共交通票價優惠計劃」。 |

### 八達通轉乘優惠
乘本路線往樂富方向於上車後150分鐘內轉乘95／270A往翠林／上水方向，或由上述路線往市區方向轉乘本路線往尖沙咀碼頭方向，次程可獲$4.2折扣優惠。
7↔18，在120分鐘內以下列組合轉乘，次程可免費轉乘。
- 7往尖沙咀 → 18往愛民
- 7往樂富 → 18往長沙灣
- 18往愛民 → 7往尖沙咀
- 18往長沙灣 → 7往樂富

## 使用車輛
現時本線使用10輛富豪B9TL 12米（AVBWU）
| 車隊編號 | 車牌   |
| -------- | ------ |
| AVBWU16  | PJ5187 |
| AVBWU18  | PJ5574 |
| AVBWU32  | PJ9752 |
| AVBWU59  | PT 175 |
| AVBWU76  | PV4366 |
| AVBWU113 | PW8501 |
| AVBWU151 | PX8835 |
| AVBWU169 | PY1591 |
| AVBWU284 | RK3057 |
| AVBWU292 | SH 172 |

## 行車路線

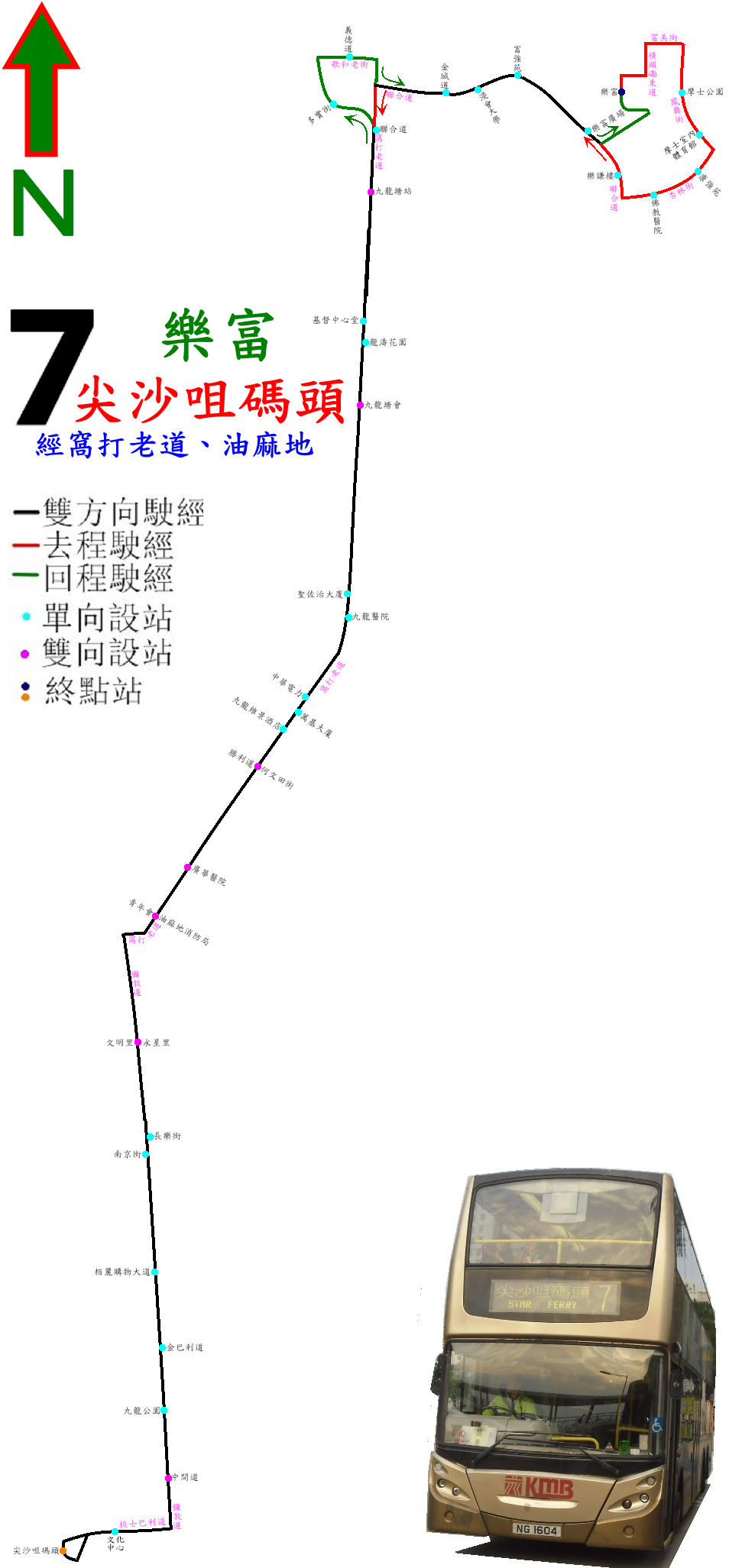
7路線的走線圖

樂富開經：橫頭磡東道、富美街、鳳舞街、杏林街、聯合道、窩打老道、亞皆老街、窩打老道、彌敦道及梳士巴利道。
尖沙咀碼頭開經：梳士巴利道、彌敦道、窩打老道、亞皆老街、窩打老道、多實街、歌和老街、窩打老道、聯合道、橫頭磡東道及橫頭磡南道。

### 沿線車站
| 樂富開 | 樂富開             | 樂富開                       | 尖沙咀碼頭開 | 尖沙咀碼頭開        | 尖沙咀碼頭開                 |
| 序號   | 車站名稱           | 位置                         | 序號         | 車站名稱            | 位置                         |
| ------ | ------------------ | ---------------------------- | ------------ | ------------------- | ---------------------------- |
| 1      | 樂富巴士總站       | 樂富巴士總站                 | 1            | 尖沙咀碼頭巴士總站  | 尖沙咀天星碼頭公共運輸交匯處 |
| 2      | 摩士公園           | 鳳舞街                       | 2            | 中間道（N3）        | 彌敦道                       |
| 3      | 摩士公園體育館     | 鳳舞街                       | 3            | 九龍清真寺（N8）    | 彌敦道                       |
| 4      | 康強苑             | 杏林街                       | 4            | 柏麗購物大道（N13） | 彌敦道                       |
| 5      | 香港佛教醫院       | 杏林街                       | 5            | 南京街（N23）       | 彌敦道                       |
| 6      | 樂富邨樂謙樓       | 聯合道                       | 6            | 文明里（N42）       | 彌敦道                       |
| 7      | 香港浸會大學       | 聯合道                       | 7            | 青年會              | 窩打老道                     |
| 8      | 聯合道             | 窩打老道                     | 8            | 廣華醫院            | 窩打老道                     |
| 9      | 九龍塘站           | 窩打老道                     | 9            | 勝利道              | 窩打老道                     |
| 10     | 龍濤花園           | 窩打老道                     | 10           | 九龍維景酒店        | 窩打老道                     |
| 11     | 九龍塘會           | 窩打老道                     | 11           | 中華電力            | 窩打老道                     |
| 12     | 九龍醫院           | 窩打老道                     | 12           | 聖佐治大廈          | 窩打老道                     |
| 13     | 萬基大廈           | 窩打老道                     | 13           | 九龍塘會            | 窩打老道                     |
| 14     | 何文田街           | 窩打老道                     | 14           | 基督中心堂          | 窩打老道                     |
| 15     | 廣華醫院           | 窩打老道                     | 15           | 九龍塘站            | 窩打老道                     |
| 16     | 油麻地消防局       | 窩打老道                     | 16           | 多實街              | 多實街                       |
| 17     | 永星里（S34）      | 彌敦道                       | 17           | 義德道              | 歌和老街                     |
| 18     | 長樂街（S43）      | 彌敦道                       | 18           | 金城道              | 聯合道                       |
| 19     | 金巴利道（S50）    | 彌敦道                       | 19           | 富強苑              | 聯合道                       |
| 20     | 中間道（S53）      | 彌敦道                       | 20           | 樂富廣場            | 聯合道                       |
| 21     | 香港文化中心       | 梳士巴利道                   | 21           | 樂富巴士總站        | 樂富巴士總站                 |
| 22     | 尖沙咀碼頭巴士總站 | 尖沙咀天星碼頭公共運輸交匯處 |              |                     |                              |

## 外部連結
- 九巴7號線官方網站路線資料 （页面存档备份，存于）
- 681巴士總站 （页面存档备份，存于）